# Chnaunanthus discolor
Chnaunanthus discolor är en skalbaggsart som beskrevs av Hermann Burmeister 1844. Chnaunanthus discolor ingår i släktet Chnaunanthus och familjen Melolonthidae. Inga underarter finns listade i Catalogue of Life.